# Ernestine von Trott zu Solz

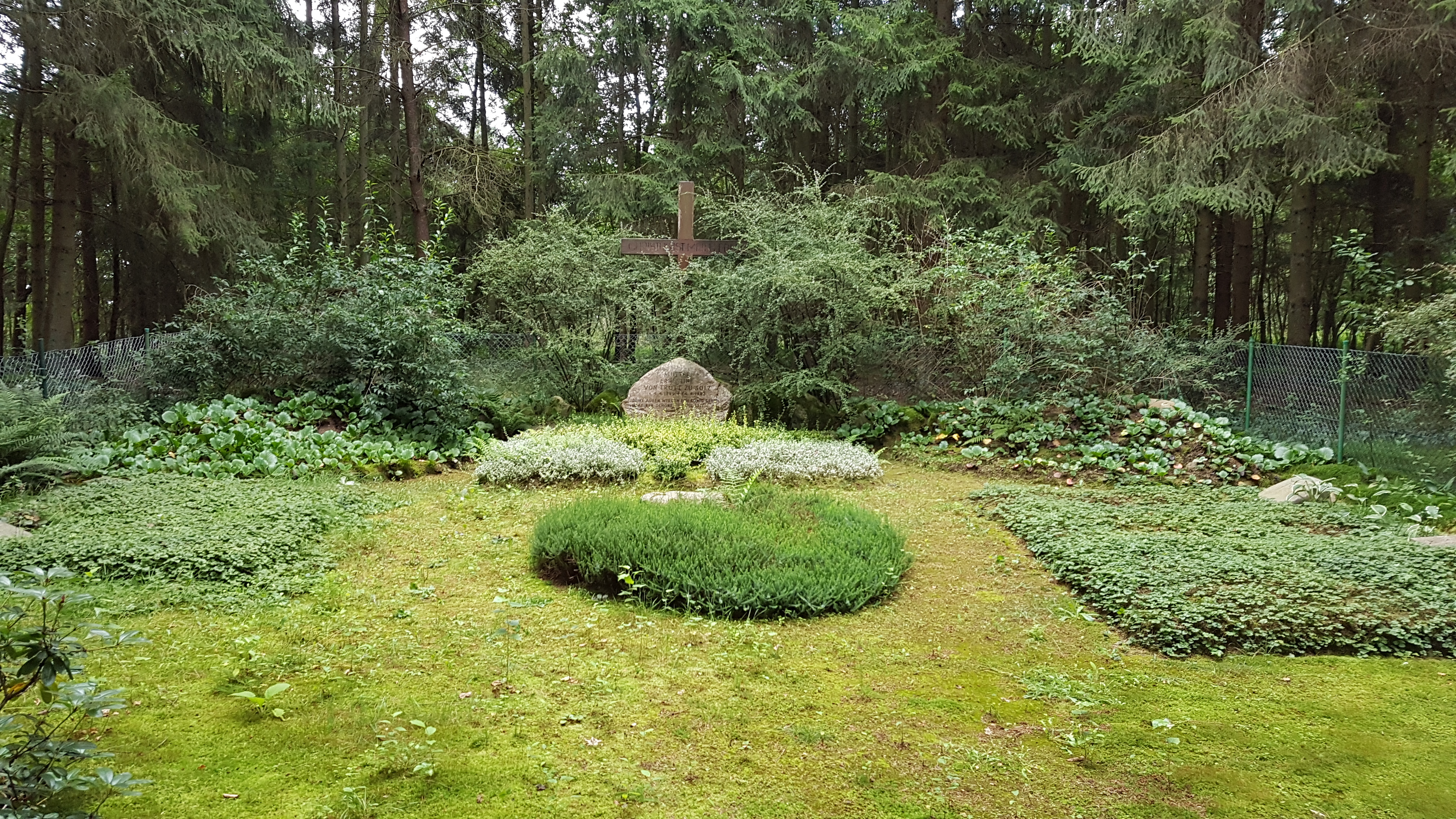
Das Grab der Mutter Ernestine auf dem Friedhof des Landheims Salem

Ernestine Elisabeth Sophie Helene von Trott zu Solz, auch Mutter Ernestine genannt (* 4. April 1889 in Heilbronn; † 24. April 1982 im Landheim Salem bei Asendorf/Nordheide), war eine Diakonisse und Leiterin der therapeutischen Lebens- und Wohngemeinschaft Landheim Salem bei Asendorf. Sie gehörte zu dem Kreis protestantischer Adelsfrauen, die im wilhelminischen Kaiserreich auf die Privilegien ihres Standes weitgehend verzichteten und sich der Arbeit unter Kranken, Suchtabhängigen und Bedürftigen zuwendeten. Neben ihrem praktischen Einsatz waren sie als Frauen auch im Vortrags- und Verkündigungsdienst tätig, was in jener Epoche ein Novum darstellte.

## Leben
Ernestine von Trott zu Solz war das jüngste von fünf Kindern des Heilbronner Papierfabrikanten Moritz von Trott zu Solz (1848–1913) und seiner Ehefrau Johanna, geborene Otto (1858–1934) Ihr Großvater mütterlicherseits war daher Adolf Otto. Adam von Trott zu Solz, Diplomat, Journalist und Widerstandskämpfer gegen den Nationalsozialismus, war ein Vetter Ernestines. Der Stammsitz der Adelsfamilie, die bei der Althessischen Ritterschaft immatrikuliert ist, befindet sich in Imshausen.
Ernestines Kindheit und Jugend, die sie in ihren Lebenserinnerungen als „überaus glücklich“ beschreibt, waren geprägt durch eine solide schulische Ausbildung und durch Begegnungen mit den kulturellen und gesellschaftlichen Angeboten ihrer Zeit und ihres Standes. Anlässlich ihrer Konfirmationsfeier hielt sie einen Vortrag zum Frauenwahlrecht, wozu sie durch Literatur von und über Anna Papritz und Alice Salomon inspiriert worden war. Der Religion erteilte sie zu dieser Zeit eine Absage.
Ab 1903 besuchte sie ein Pensionat in Heidelberg, wo sie unter anderem am Gesangsunterricht der Künstlerin Pauline Viardot-García teilnahm. Dem Pensionat in Heidelberg folgte ein Besuch einer der von Ida von Kortzfleisch ins Leben gerufenen Wirtschaftlichen Frauenschulen in Reifenstein. Dort erhielten die Mädchen und Frauen eine fundierte Ausbildung in Selbstversorgungslandwirtschaft, Gartenbau, Kleintierhaltung, Krankenpflege, Kindererziehung sowie Einführungen in die Fächer Chemie, Physik, Botanik und Kunstgeschichte. Hier lernte sie auch den Deutschen Vortruppbund kennen, einer von Hermann Popert initiierten Abstinenz- und Lebensreformbewegung kennen. Nach der Rückkehr in ihr Heilbronner Elternhaus suchte sie näheren Kontakt zu Vertretern der genannten Bewegungen und fand ihn im Stuttgarter Kreis des Wandervogels. Damit begann für sie eine Zeit der weltanschaulichen Suche, die sie unter anderem zur Beschäftigung mit den christlichen Mystikern sowie zu der von Mary Baker Eddy gegründeten Christlichen Wissenschaft führte.
1913 absolvierte Ernestine von Trott zu Solz eine heilgymnastische Ausbildung in Stuttgart, woran sich ein so genannter Friedrich-Fröbel-Kurs in München anschloss. Todesfälle in der näheren Familie – Ernestines Vater starb am 6. Dezember 1913 und im Mai 1914 ihre Schwägerin Hertha von Trott zu Solz, im August 1914 fiel deren Ehemann und Ernestines Bruder Erich zu Beginn des Ersten Weltkriegs in Ypern – sowie innerfamiliäre Auseinandersetzungen um das ihr von ihrem gefallenen Bruder Erich testamentarisch aufgetragene Sorgerecht für ihren Neffen Hans-Friedrich führten sie in eine tiefe Lebenskrise. Sie suchte Seelsorge bei der ihr schon vorher bekannten Anna Petermann, die als Stadtmissionarin in verschiedenen Städten wirkte und deren spätere Biografin sie wurde. Anna Petermann riet ihr, sich von ihren bisherigen religiösen Wegen zu trennen, die Wahrheit allein in der Bibel zu suchen und sich im Gebet persönlich an Gott zu wenden. Darüber hinaus empfahl sie ihr praktische diakonische Arbeit. Ernestine von Trott zu Solz trennte sich infolge dieser Beratung von der Christlichen Wissenschaft, verschenkte Schmuck sowie Kleidung und arbeitete unter einfachsten Bedingungen zunächst als Familienhelferin, später in der Fleestedter Kinderheimat der Diakonissenoberin Eva von Thiele-Winckler und schließlich in der Hamburger Strandmission, die vom freien pfingstlerisch orientierten Evangelisten Emil Meyer gegründet worden war und sich der Arbeit unter „gestrandeten“ Männern widmete.
Zu Weihnachten 1921 besuchte Ernestine von Trott zu Solz zum ersten Mal das Landheim Salem. Es war in einer einsam gelegenen und seit Jahren verlassenen Hofstelle bei Asendorf eingerichtet worden. 1919 hatte der in Hamburg gegründete und aus der Arbeit des Blauen Kreuzes hervorgegangene Verein Dienet einander! sie mit den dazugehörigen 40 Morgen Heideland erworben. Ziele des Vereins und der neu geschaffenen Einrichtung waren es, Mädchen und Frauen aus sozial problematischen Verhältnissen eine Heimstatt auf Zeit zu bieten, ihnen lebenspraktischen Unterricht zu erteilen sowie sie seelsorgerlich zu begleiten. Ursprüngliche Namen der Hofstelle waren Einödhausen und Up’n Rönnen.
Am 1. Mai 1922 trat Ernestine von Trott zu Solz ihren Dienst an. Richard Tresse schreibt darüber in der Jubiläumsschrift des Landheims Salem über sie: „Es wurde buchstäblich ein Wechsel aus einem herrschaftlichen Standesleben zum Dienst einer Magd“. Zunächst galt es, mit den anderen Mitarbeiterinnen, die zu einem großen Teil aus dem baptistischen Diakoniewerk Tabea stammten und den knapp 30 betreuten Mädchen und Frauen für den Aufbau einer Landwirtschaft zu sorgen. Dazu mussten Stallungen errichtet und das Heideland urbar gemacht werden. 1926 übernahm sie die Leitung des diakonischen Werkes und behielt diese bis zu ihrem Ruhestand, in den sie im 78. Lebensjahr eintrat.

## Veröffentlichungen (Auswahl)
- Wie uns der Herr in „Salem“ versorgte. In: Wahrheitszeuge 1924, Nr. 5. S. 39
- Landheim „Salem“. In: Wahrheitszeuge 1924, Nr. 47. S. 376
- Gott ist mein Licht und mein Heil. In: Carl August Flügge: Glaube an den persönlichen Gott. Onken-Verlag: Kassel 1939. S. 112–114
- Du Herr … bleibst. Gedichte. Selbstverlag: Hamburg 1946
- Aus der Rettungsarbeit. In: Emil Thimm (Hrsg.): Wunder der Gnade Gottes in unserem Leben. Band 1. Hamburg 1947. S. 115–118
- Gehorsam – eigentlich wollte ich nicht. In: Junge Mannschaft. Kassel 8/1954. S. 4f
- Gebet wird Lied. Selbstverlag: Hamburg 1962
- Außerhalb des Üblichen, Asendorf/Nordheide 1967
- Er redet zu mir. Selbstverlag: Asendorf/Nordheide o. J.
- Pädagogik in göttlicher Verantwortung. Selbstverlag: Asendorf/Nordheide 1970
- Die Stellung der Frau nach der Bibel. Selbstverlag: Asendorf/Nordheide o. J.
- Anna Petermann. Ein Leben der Hingabe. Selbstverlag: Asendorf/Nordheide 1970
- Ausgewählte Gedichte und Texte von Mutter Ernestine. In: Festschrift 100 Jahre Landheim Salem. Selbstverlag: Asendorf/Nordheide 2019. S. 20; 30; 32f; 72–73; 76